# Haughtoniana
Haughtoniana es un género extinto de sinápsidos no mamíferos.